# يبهون سمارت آي
طائرة يبهون سمات آي (YABHON-SMART EYE - ADCOM Systems) هي طائرة استطلاع بدون طيار ستراتيجية متوسطة الارتفاع طويلة المدى صممت وصنعت لدى شركة أدكوم للأنظمة للمهمات الإستراتيجية مثل:

يبهون سمارت آي

يبهون سمارت آي

- التقييم شبة الحي للقدرات القتالية.
- تقييم الخسائر في ساحة المعركة.
- التجهيزات الأستخباراتية في ساحة المعركة.
- القيام بالعمليات الخاصة ومهمات المراقبة ومهمات المساعدة الإنسانية.
- عمليات مراقبة الحدود وتناوب الاتصالات.

إن فترة طيران الفائقة ليبهون سمارت آي تأتي من تصميم أجنحتها الشراعية ذوات النسبة العالية لأبعاده. يمكن أن تحمل منصات مستقرة للكاميرات.

## المميزات
- تلقائية التشغيل بالكامل بواسطة وحدة التحكم في الطيران المتقدمة.
- قدرة عالية على الطيران الشراعي بنسبة 30:1.
- القدرة على التخطيط المسبق للمهمات مع امكانية التعديل على المهمات أثناء الطيران وتسجيلها.
- القدرة على التزود بأنواع متعددة من المتحسسات مثل أجهزة الأشعة دون الحمراء، نظام تحديد بالليزر، نظام قياس المسافات، والمستشعرات الكهروبصرية.
- القدرة على طي ودوران العجلات الأمامية من أجل التشغيل الأمثل.
- امكانية تحديث وتزويد الطائرة بأجهزة رادار (SAR)

## لمواصفات
المسافة بين الجناحين
	21 متر 	68.9 قدم
الطول
	7 متر 	22.97 قدم
الارتفاع
	2 متر 	6.5 قدم
وزن الطائرة فارغة
	450 كجم 	992 رطل
حمولة الإقلاع القصوى
	1000 كجم 	2205 رطل
وزن الأحمال
	70 - 550 كجم 	154 - 1212 رطل
سعة خزان الوقود 	900 لتر 	237 جالون
قوة المحرك 	80/100/115 حصان

## أداء الرحلة
سرعة السقوط
55 كم/س
[15 م/ث]
30 عقدة
سرعة التحليق
65-130 كم/س
[18-36 م/ث]
35-70 عقدة
السرعة القصوى
222 كم/س
[62 م/ث]
120 عقدة
فترة الطيران
120 ساعة
سقف الارتفاع
7300 متر
24000 قدم

## الأبعاد
المسافة بين الجناحين
21 متر
68.9 قدم
الطول
7 متر
22.97 قدم
الارتفاع
2 متر
6.5 قدم

## الأحمال
يمكن إستيعاب نطاق واسع من الأحمال مثل::
- منصتي استواء تعملان بالجابروسكوب
- 4 جيوب تحت الأجنحة كل منها له القابلية على حمل 100 كيلو جرام
- إمكانية التزود برادار. (SAR) ومنظومة صوتية لتحاشي التضاريس[1]

## وصلات خارجية
http://www.adcom-systems.com/ARB/UAV/YAHBON-SMART-EYE/Overview.html